# 19149 Boccaccio
19149 Boccaccio (1990 EZ2) là một tiểu hành tinh nằm phía ngoài của vành đai chính được phát hiện ngày 2 tháng 3 năm 1990 bởi E. W. Elst ở Đài thiên văn Nam Âu.